# Stanley Thatcher Blake
Stanley Thatcher Blake, auch Stan (* 1910 in Queensland; † 24. Februar 1973 in Brisbane, Queensland) war ein australischer Botaniker. Sein botanisches Autorenkürzel lautet „S.T.Blake“.

## Frühe Jahre
Stanley Thatcher Blake wurde 1910 (lt. anderen Quellen auch 1911) in Queensland geboren. Er studierte an der University of Queensland Botanik, erwarb dort 1932 den Titel B.Sc. (Bachelor of Sciences) und 1934 den Titel M.Sc. (Master of Sciences).

## Berufsleben
In den Jahren 1935 bis 1937 sammelte Blake auf verschiedenen Expeditionen für das Walter and Eliza Hall Institute Pflanzenmaterial aus dem Westen Queenslands. 1939 untersuchte er die Möglichkeiten des Anbaus von Pflanzen in Queensland, aus denen Naturkautschuk gewonnen werden kann.
1945 wurde er als Botaniker beim Queensland Herbarium in Brisbane angestellt, wo er später auch Chefbotaniker wurde. In dieser Eigenschaft beschrieb er 1953 als Erster die Eukalyptusart Eucalyptus porrecta. 1956 wurde ihm von der University of Queensland der Titel D.Sc. (Doctor of Science) verliehen. 1965 wurde er zum „Australian Botanical Liaison Officer“ zu den Königlichen Botanischen Gärten in Kew im Vereinigten Königreich berufen. Bis zu seinem Tod 1973 blieb er beim Queensland Herbarium.

## Tod
Blake verstarb am 24. Februar 1973 in Brisbane im Alter von 63 Jahren.

## Ehrungen
Jesús González Ortega benannte 1929 nach ihm die Art Pereskiopsis blakeana J.G.Ortega aus der Pflanzenfamilie der Kakteengewächse (Cactaceae).

## Veröffentlichungen
- The honey flora of South-Eastern Queensland (mit C. Roff), Queensland Department of Agriculture and Stock 1958. 199 Seiten, 175 Tafeln
- A Revision of Melaleuca leucadendron and its Allies (Myrtaceae), Contributions from the Queensland Herbarium. No. 1. 1969. 114 Seiten
- A revision of Carpobrotus and Sarcozona in Australia, genera allied to Mesembryanthemum (Aizoaceae). Brisbane 1969. Contributions from the Queensland Herbarium, No. 7. 65 Seiten, 11 Tafeln.
- Studies in Cyperaceae. Brisbane 1969, Contributions from the Queensland Herbarium. No. 8. 48 Seiten
- A revision of Plectranthus (Labiatae) in Australia. Brisbane 1971. Contributions from the Queensland Herbarium. No. 9. 120 Seiten
- Idiospermum (Idiospermaceae), a new genus and family for Calycanthus australiensis. Brisbane 1972. Contributions from the Queensland Herbarium. No. 12. 37 Seiten
- Neurachne and its allies (Gramineae). Brisbane 1972. Contributions from the Queensland Herbarium. No. 13. 53 Seiten
- Plinthanthesis and Danthonia and a review of the Australian species of Leptochloa (Gramineae). Brisbane 1972. Contributions from the Queensland Herbarium. No. 14. 19 Seiten
- Revision of the genera Cymbopogon and Schizachyrium (Gramineae) in Australia. Brisbane 1974. Contributions from the Queensland Herbarium. No. 17. 70 Seiten